# نادين ماير
نادين ماير (بالإنجليزية: Nadine Meyer)‏ هي كاتِبة وشاعرة أمريكية، ولدت في 1968.